# Fußball in Lesotho

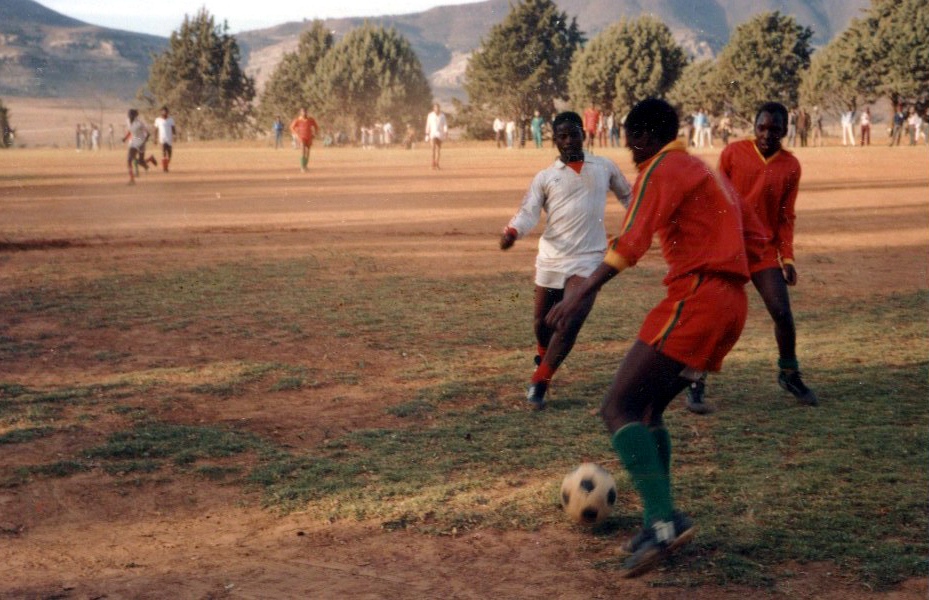
Erstligaspiel der Roma Rovers in Roma (1990)

Fußball in Lesotho ist in dem Land im südlichen Afrika die populärste Sportart für Männer. Frauenfußball findet ebenfalls statt.

## Verband

Verbandslogo

Der nationale Fußballverband Lesothos wurde 1932 gegründet und 1992 in „Lesotho Football Association“ (LEFA) umbenannt. 1964 trat die LEFA der FIFA und dem afrikanischen Kontinentalverband CAF bei. Derzeitiger Präsident ist der Jurist Salemane Phafane (Stand: 1. März 2024).

## Männerfußball

### Nationalmannschaft
Die Nationalmannschaft Lesothos trug ihr erstes Länderspiel 1971 aus. Für eine Fußball-Weltmeisterschaft oder eine Afrikameisterschaft konnte sie sich bisher nicht qualifizieren.
Ihre höchste Platzierung in der FIFA-Weltrangliste war der 120. Platz im August 2003. Zurzeit liegt sie auf Rang 148 (Stand: Februar 2024).
Von 2004 bis 2006 war der deutsche Antoine Hey Trainer der Auswahl. Das ehrgeizige Ziel war die Qualifikation zur Fußball-Weltmeisterschaft 2010 im Nachbarland Südafrika; nach eineinhalb Jahren wurde Hey jedoch wegen Erfolglosigkeit entlassen. Nachfolger wurde der Serbe Zaviza Milosavljenic, der jedoch im September 2009 ebenfalls entlassen wurde. Nachfolger wurde der einheimische Leslie Notši, der zuvor Assistenztrainer der Nationalmannschaft war. 2016 trainiere Seephephe Matete die Mannschaft, ein ehemaliger Nationalspieler. Seit Juni 2023 ist Leslie Notsi Trainer der Mannschaft.
Der größte Erfolg war das Erreichen des Finales im regionalen Wettbewerb des COSAFA-Pokals 2000. 2004 konnte sich mit der U-20-Auswahl erstmals eine Nationalmannschaft für eine kontinentale Meisterschaft qualifizieren.
Der Spitzname der Nationalmannschaft ist Likuena (Sesotho für „die Krokodile“).

### Vereinsfußball
Die Lesotho Premier League wurde 1970 als höchste nationale Liga gegründet. Üblicherweise trägt sie die Namen von Sponsoren, 2013/14 etwa Vodacom Premier League. Die meisten Clubs kommen aus der Hauptstadt Maseru. Einige Vereine sind Institutionen wie Armee, Polizei und Justizwesen zugeordnet. Jährlicher Höhepunkt sind die Pokalspiele zu den Unabhängigkeitsfeierlichkeiten am 4. Oktober, an denen je vier Mannschaften teilnehmen. Die 14 Vereine der Lesotho Premier League spielen eine Runde mit Hin- und Rückspielen aus. 
Rekordmeister sind Matlama FC aus Maseru sowie Lesotho Defence Force und seine Vorgänger aus Maseru mit je zehn Titeln (einschließlich eines Titels von Matlama aus dem Jahr 1969). Lesotho Prisons Service/Lesotho Correctional Services wurde sechs Mal Meister, Lioli FC errang fünf Titel und Arsenal FC, Linare FC, Maseru United/Maseru Brothers und Bantu FC erreichten je drei Titel. Lioli FC ist damit der erfolgreichste Verein des Landes, der nicht aus Maseru stammt.

## Frauenfußball
Die Fußballnationalmannschaft der Frauen ist in der FIFA-Rangliste auf Platz 111 platziert (Stand: Januar 2018). Sie wurde 2016 von Tjamela Tjamela trainiert. Die oberste nationale Spielklasse ist die Lesotho Women’s Super League.

## Stadien und Plätze
In den 1980er Jahren wurde das Stadion National Stadium in der Hauptstadt Maseru gebaut. Das Vorhaben wurde ursprünglich von Nordkorea geleitet und finanziert. Auf Druck der südafrikanischen Regierung mussten die Nordkoreaner das Land verlassen. Das Stadion wurde unter anderer Regie zu Ende gebaut. Im Jahr 2002 wurde das neue Setsoto Stadium durch FIFA-Präsident Sepp Blatter eingeweiht. Setsoto ist das Sesotho-Wort für „Das Wunderbare“ oder „Das Staunen“. Das Stadion fasst nach einem Umbau 13.900 Zuschauer. Zugleich entstand in Maseru als „technisches Zentrum“ die Bambatha Tšita Sports Arena, die unter anderem über eine Fußballschule und zwei Saunen verfügt. Die Kosten für die Sports Arena lagen bei etwa 800.000 US-Dollar, von denen die FIFA im Rahmen des Goal-Projekts 400.000 US-Dollar übernahm.
Andere Fußballplätze in Lesotho sind oft sehr einfach. So gibt es dort keine Zuschauertribünen.